# لایکس‌خستل
لوکسژستل (به هلندی: Luyksgestel) یک منطقهٔ مسکونی در هلند است که در برف‌اگ واقع شده‌است. لوکسژستل ۲۹٫۵۲ کیلومتر مربع مساحت و ۳٬۱۲۰ نفر جمعیت دارد.